# 케이시 클로즈

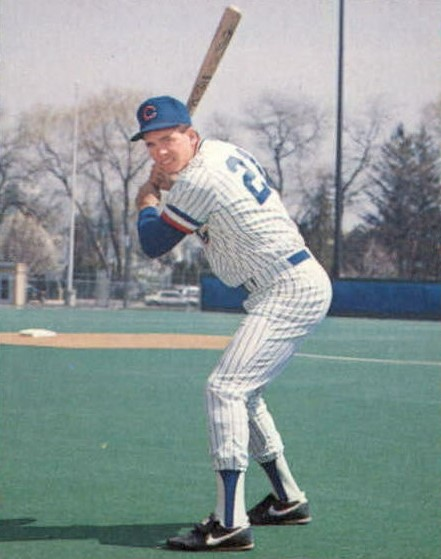

케이시 리처드 클로즈(Casey Richard Close, 1963년 10월 21일 ~ )는 미국의 전 야구 선수이자, 현 스포츠 에이전트이다.
오하이오주 콜럼버스에서 태어나, 미시간 대학교에서 야구 장학금을 받으며 야구를 했다. 1986년 메이저 리그 베이스볼 드래프트 7라운드에서 뉴욕 양키스의 지명을 받았다. 마이너 리그 더블 A와 트리플 A 팀에서 외야수로 모두 5년간 뛰었으나, 메이저에 입성하지는 못하고 유니폼을 벗었다. 이후 스포츠 에이전트로 활동을 시작했다. 그의 손을 거친 선수들에는 데릭 지터, 라이언 하워드, 클레이턴 커쇼, 잭 그레인키, 데릭 리, 벤 시츠, 마이클 커다이어, 에릭 밀턴, 케니 로프턴, 리치 색슨 등이 있다.